# Levy Dias
Levy Dias ComMM (Aquidauana, 30 de maio de 1938) é um advogado e político brasileiro filiado ao Partido da Social Democracia Brasileira (PSDB). Pelo Mato Grosso do Sul, foi senador e deputado federal durante três mandatos, além de prefeito de Campo Grande em duas ocasiões. Por Mato Grosso, foi deputado estadual.

## Biografia
Filho de Virgílio Dias e Zila Cândido Dias. Advogado com Bacharelado em Direito pela Faculdade de Direito de Uberlândia, presidiu a União Campograndense de Estudantes (1963-1966) e foi nomeado assessor da Companhia de Desenvolvimento do Mato Grosso (CODEMAT) em 1965 pelo governador Fernando Correia da Costa, permanecendo no cargo por cinco anos. Com a fundação da ARENA em 1966, ingressou no partido e elegeu-se deputado estadual em 1970, sendo eleito prefeito de Campo Grande (1973-1977) sendo governador de Mato Grosso José Fragelli. Em 1978 foi eleito deputado federal, migrou para o PDS e retornou à prefeitura de Campo Grande (1980-1982) por nomeação do governador Pedro Pedrossian.
Foi reeleito para a Câmara dos Deputados em 1982. Ausentou-se da votação da Emenda Dante de Oliveira em 1984 que propunha Eleições Diretas para Presidência da República, faltaram vinte e dois votos para a emenda ser aprovada. Novamente eleito em 1986, mudou-se para o PFL e para o PTB pelo qual foi eleito senador em 1990.
Em 1993, como senador, Levy foi admitido pelo presidente Itamar Franco à Ordem do Mérito Militar no grau de Comendador especial.